# Bosznia-Hercegovina földrajza

Bosznia-Hercegovinai folyók vízgyűjtő területei

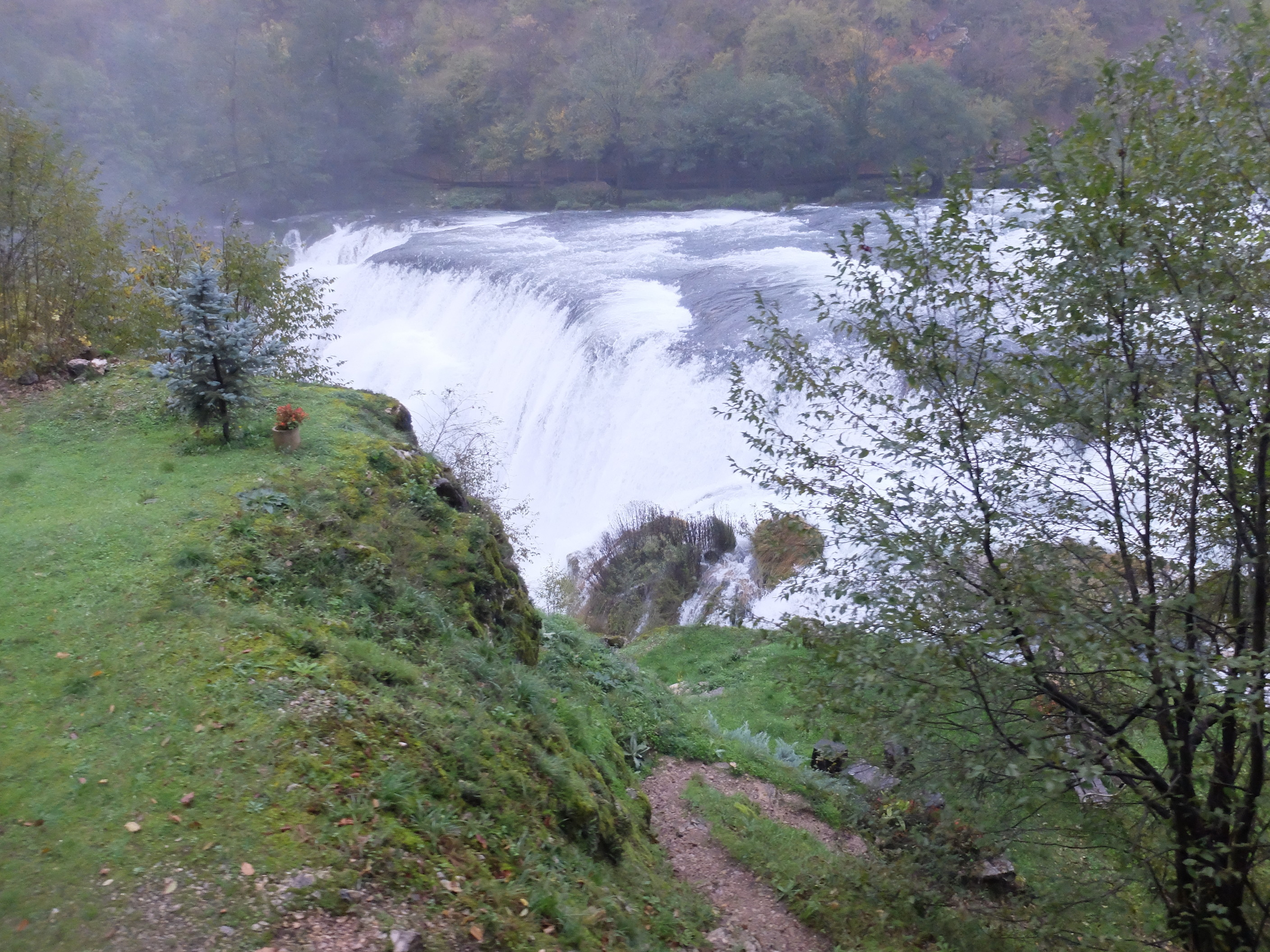
Az Una Nemzeti Park egy vízesése.

Bosznia-Hercegovina állam Délkelet-Európában, a Balkán-félsziget nyugati részén terül el. Területe 51 129 négyzetkilométer, amellyel a 126. legnagyobb független ország. Szinte csak természetes határai vannak, keletről a Dinári-hegység, északról a Száva, nyugatról a Drina határolja.
956 km közös határa van Horvátországgal, északon és nyugaton. Keleten Szerbiával határos 345 km hosszan, Montenegróval délkeleten 242 km hosszan határos. Van egy apró adriai-tengeri kijárata Neumnál, amely 20 km hosszú.
A Száva melletti alföldet és a Neretva völgyét kivéve az egész ország területe hegyekkel, dombokkal szabdalt. A legmagasabb pontja, a Maglić 2386 méter magas.

## Domborzat
Bosznia-Hercegovina Boszniából és Hercegovinából áll, innen az országnév. Bosznia az ország területének körülbelül négyötödét teszi ki (mintegy 42 ezer négyzetkilométert), északon található. A fennmaradó terület Hercegovina, amely délen helyezkedik el, partközeli területei mediterrán éghajlatúak.
A középső területek hegyvidékiek, északabbra haladva a Száva-mellék (Posavina) dombokkal tagolt vidéke következik, még északabbra haladva a dombokat a  Pannon-síkság váltja fel.
Hercegovina északi része szintén hegyvidéki, délre haladva a Neretva síksága váltja fel, amelynek a partvidékhez közeli területei mediterrán éghajlatúak.
A tengerparttal rendelkező országok közt az országhatár-tengerpart aránya alapján a legrövidebb tengerpartot magának mondható ország Bosznia-Hercegovina.
Az ország területének 42,8%-a erdős, 42,2%-a megművelt.

## Vízrajza
A folyók egy része a Duna vízgyűjtő területéhez tartozik, a másik részük, (pl. Neretva) az Adriai-tengerbe ömlenek.
Jelenleg 12 vízerőmű működik a folyókon, mind a Száva mellékfolyóin.

## Klíma
Északkeleten kontinentális, délen, a part közelében a telek esősek, enyhék. A hegyvidéki területek csapadékosak, évente akár 1000–1200 litercsapadék  is hullhat négyzetméterenként. Általában november a legcsapadékosabb, a legkevésbé a január.

## Bányászat
Az ország legfontosabb bányászati termékei többek közül a szén, a vas, a bauxit, a mangán, az ólom, a cink és a réz.

## Nemzeti parkjai
Összesen 3 nemzeti parkja van:
1. Sutjeska Nemzeti Park
2. Kozara Nemzeti Park
3. Una Nemzeti Park

## Világörökségei

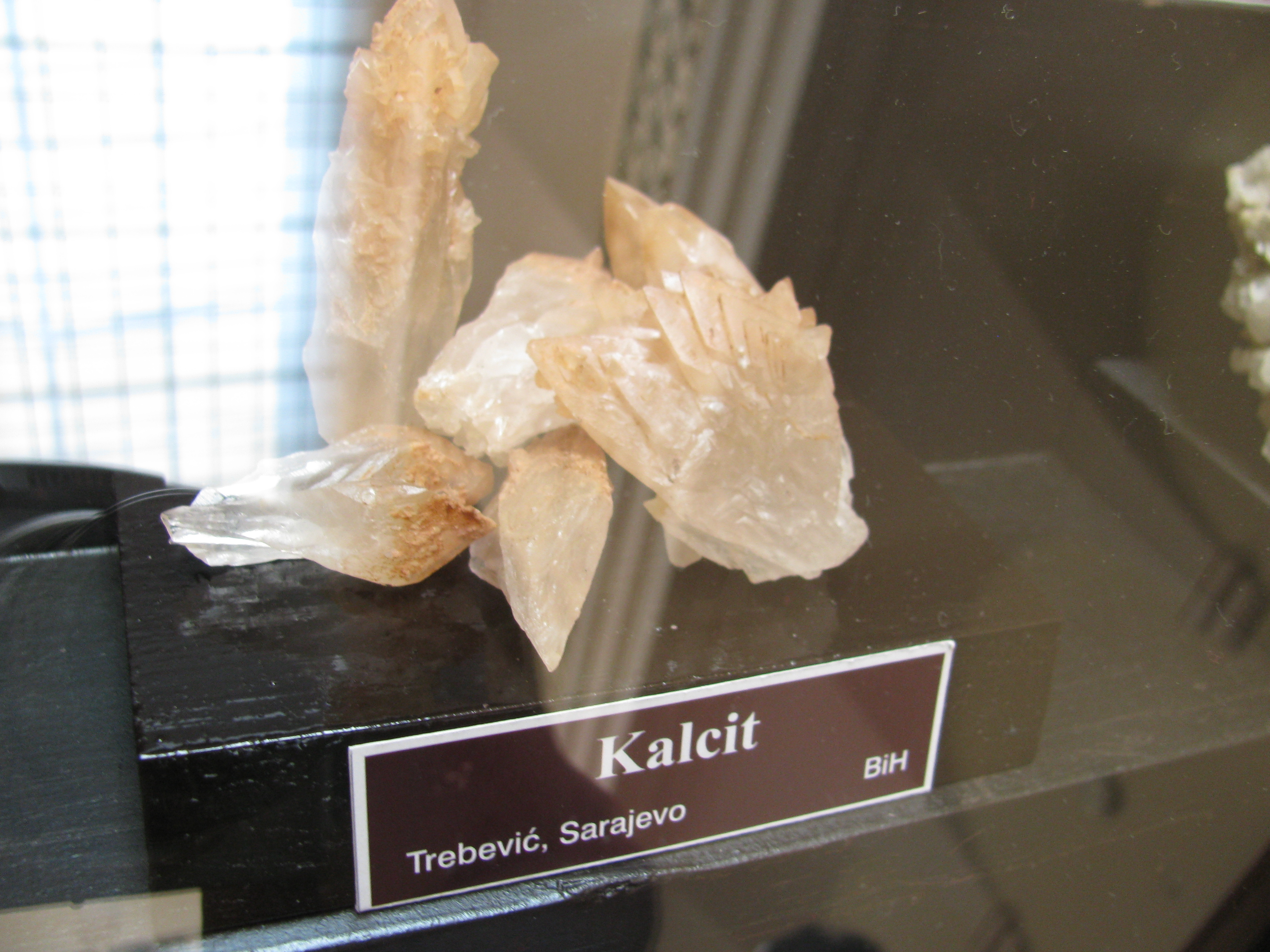
Trebevićből származó kalcitkristály.

Eddig Mostar óvárosa a Neretván átívelő Öreg híddal, és Mehmed pasa višegradi hídja került fel a világörökségi listára.
Természeti világöröksége még nincs Bosznia-Hercegovinának.

A következő helyeket jelölték a világörökségi listára: A Vjetrenicai-barlangot, Počitelj építészeti értékeit, Jajca, Blagaj, Blidinje és Stolac természeti-, illetve építészeti értékeit.

## Fordítás
Ez a szócikk részben vagy egészben  a   Geography of Bosnia and Herzegovina című angol Wikipédia-szócikk ezen változatának fordításán alapul.  Az eredeti cikk szerkesztőit annak laptörténete sorolja fel. Ez a jelzés csupán a megfogalmazás eredetét és a szerzői jogokat jelzi, nem szolgál a cikkben szereplő információk forrásmegjelöléseként.